# 시모무라 요코
시모무라 요코(下村 陽子, 1967년 10월 19일 ~ )는 일본의 작곡가이자 피아니스트로 게임 음악 작곡으로 널리 알려져 있다. 1967년 일본 효고현에서 태어났다. 1988년 오사카 음악대학 단기대학부 피아노전공을 졸업하고 같은해 캡콤에 입사하여 《파이널 파이트》, 《스트리트 파이터 II》, 《더 킹 오브 드래곤즈》의 음악을 작곡했다.
시모무라는 캡콤을 떠나 1993년 스퀘어로 옮겼으며 《라이브 어 라이브》와 《킹덤 하츠》의 곡을 썼다. 2003년 스퀘어를 퇴사하고 프리랜서가 되었으나 《더 서드 버스데이》와 《파이널 판타지 XV》 등 스퀘어 에닉스 게임의 음악을 계속 맡았다. 시모무라는 그밖에 《슈퍼 마리오 RPG》, 《마리오&루이지 RPG》, 《패러사이트 이브》, 《레전드 오브 마나》, 《래디언트 히스토리아》, 《제노블레이드 크로니클스》 등에서의 작업으로 알려져 있다.